# 大塚町 (浜松市)
大塚町（おおつかちょう）は静岡県浜松市中央区の町名。丁番を持たない単独町名である。住居表示未実施。

## 地理
浜松市中央区の東部に位置する。東で磐田市宮本・高木・豊岡、西で下飯田町、南で金折町及び老間町、北で新貝町と接する。

### 河川
- 安間川

### 学区
小学校・中学校の学区は以下の通りである。
- 浜松市立飯田小学校
- 浜松市立東部中学校

## 歴史

### 町名の由来
鎌倉時代に大きな墓があったとされていることから。

### 沿革
- 1889年（明治22年）4月1日 - 町村制の施行により、長上郡西大塚村・領家村・三郎五郎新田・北長十郎新田が周辺の村と合併し、長上郡飯田村となる[WEB 8]。旧村名は飯田村の大字として残る[書籍 2]。
- 1896年（明治29年）4月1日 - 郡制の施行により、飯田村の所属郡が浜名郡に変更となる。
- 1954年（昭和29年）7月1日 – 飯田村が浜松市に編入される。
- 1956年（昭和31年） – 大字西大塚・大字領家・大字三郎五郎新田・大字北長十郎新田を統合し、大塚町となる[WEB 9]。
- 2007年（平成19年）4月1日 - 浜松市が政令指定都市となる。大塚町は南区の一部となる。
- 2024年（令和6年）1月1日 - 浜松市の行政区再編により、大塚町は中央区の一部となる。

## 施設
- 浜松市飯田公園
  - 浜松市緑化推進センター（みどり～な）
- 大塚グラウンド
- 大濱屋 本社
- 内田計器工業油器部浜松工場
- 曹洞宗 常久寺
- 六所神社

## 交通

### バス
- 遠鉄バス - 緑化推進センター停留所は、下り方向のみ降車専用
  - 6大塚線：（浜松駅 方面 - ）大塚南 - 緑化推進センター（ - 新貝住宅 方面）
  - 91鶴見線：（浜松駅 方面 - ）緑化推進センター（ - 新貝住宅 方面）

### 道路
- 静岡県道344号二俣浜松線

## その他

### 警察
警察の管轄区域は以下の通りである。
| 番・番地等 | 警察署       | 交番・駐在所 |
| ---------- | ------------ | ------------ |
| 全域       | 浜松東警察署 | 鶴見交番     |

### 消防
消防の管轄区域は以下の通りである。
| 番・番地等 | 消防署   | 本署/出張所 |
| ---------- | -------- | ----------- |
| 全域       | 南消防署 | 芳川出張所  |

### 書籍
1. ↑  『わが町文化誌 輝くいなほ はたの音』浜松市東部公民館、1988年3月31日、47頁。
2. ↑  『浜松市史 三』浜松市役所、1980年3月26日、176頁。

### WEB
1. ↑  “h02_22.csv”.   総務省 (2022年2月10日). 2024年7月28日閲覧。
2. ↑  “chuouku_menseki.xlsx”.   浜松市 (2024年3月12日). 2024年7月28日閲覧。
3. ↑  “静岡県 浜松市中央区 大塚町の郵便番号 - 日本郵便”.   日本郵便. 2025年2月15日閲覧。
4. ↑  “市外局番の一覧”.   総務省 (2022年3月1日). 2024年7月28日閲覧。
5. ↑  “事業所案内及び管轄地域（事務所3件、分室3件）”.   一般社団法人静岡県自動車会議所. 2024年7月28日閲覧。
6. ↑  “住居表示実施状況／浜松市”.   浜松市 (2024年1月4日). 2024年7月28日閲覧。
7. ↑  “学校名から探す／浜松市”.   浜松市 (2024年1月1日). 2024年7月2日閲覧。
8. ↑  “historyofcities.pdf”.   静岡県総務部合併推進室・財団法人静岡県市町村振興協会. 2024年9月20日閲覧。
9. ↑  “解説ページ”.   株式会社エア. 2024年10月4日閲覧。
10. ↑  “鶴見交番｜静岡県警察”.   静岡県警察 (2024年1月1日). 2024年7月28日閲覧。
11. ↑  “消防署の町別管轄「お」／浜松市”.   浜松市 (2024年3月21日). 2024年7月28日閲覧。